# 酒井庄吉
酒井 庄吉（さかい しょうきち、明治11年（1878年）‐昭和17年（1942年））は明治時代から昭和時代にかけての浮世絵商である。

## 来歴
神田区淡路町2丁目4番地で浮世絵商を営んでいた酒井藤兵衛の子で、酒井好古堂の2代目当主であった。藤兵衛の没年にあたる明治44年の古代錦絵臨写目録が残されており、当時の複製の状況が判明する。大正期には浮世絵の複製が盛んとなっており、大正4年（1915年）6月から専門誌『浮世絵』全55冊を刊行した他、同年『浮世絵版画逸品集』、大正5年（1916年）に『歌麿名画集』を出版している。大正6年（1917年）6月27日及び28日には常盤木倶楽部で浮世絵即売会を主催、同年9月の広重60回忌追善展覧会の発起人を務めている。この時の発起人には他に石井研堂、橋口五葉、ハッパー、落合直成、幹事の渡辺庄三郎、内田実、久保田米斎、前田武四郎、執行弘道、3代目広瀬辰五郎、鈴木虎之助がいた。また大正8年（1919年）、歌川広重の錦絵「東海道余興と成田道中」の復刻を手がけている。昭和4年（1929年）、川瀬巴水の新版画「菖蒲」を酒井川口合版として出版した他、鳥居言人、小原豊邨、小森素石、犬塚苔翠の新版画を出版している。墓所は台東区谷中の信行寺。